# کالدارناس
کالدارناس (به اسپانیایی: Caldearenas) یک شهرداری و شهرداری و دهستان در اسپانیا است که در استان اوئسکا واقع شده‌است. کالدارناس ۱۹۲ کیلومتر مربع مساحت دارد.